# Natação nos Jogos Pan-Americanos de 2011 - 200 m medley masculino
As competições dos 200 metros medley masculino da natação nos Jogos Pan-Americanos de 2011 foram realizadas no dia 19 de outubro no Centro Aquático Scotiabank, em Guadalajara.

## Medalhistas
| Ouro   | BRA Thiago Pereira     |
| Prata  | USA Conor Dwyer        |
| Bronze | BRA Henrique Rodrigues |

## Recordes
Antes desta competição, os recordes mundiais e olímpicos da prova eram os seguintes:
| Tipo                             | Atleta             | Tempo   | Local          | Data                | Ref |
| -------------------------------- | ------------------ | ------- | -------------- | ------------------- | --- |
|                                  | USA Ryan Lochte    | 1m54s00 | Xangai         | 28 de julho de 2011 | ver |
| Recorde dos Jogos Pan-Americanos | BRA Thiago Pereira | 1m57s79 | Rio de Janeiro | 20 de julho de 2007 | ver |

## Resultados

### Eliminatórias
| Pos. | Bateria | Raia | Nadador            | País                         | Tempo   | Obs. |
| ---- | ------- | ---- | ------------------ | ---------------------------- | ------- | ---- |
| 1    | 2       | 5    | Conor Dwyer        | USA Estados Unidos           | 2:04.56 | QA   |
| 2    | 2       | 4    | Thiago Pereira     | BRA Brasil                   | 2:04.84 | QA   |
| 3    | 1       | 4    | Henrique Rodrigues | BRA Brasil                   | 2:04.88 | QA   |
| 4    | 1       | 3    | Ezequiel Trujillo  | MEX México                   | 2:05.43 | QA   |
| 5    | 2       | 3    | Lyam Dias          | CAN Canadá                   | 2:05.47 | QA   |
| 6    | 1       | 6    | Esteban Enderica   | ECU Equador                  | 2:06.03 | QA   |
| 7    | 2       | 6    | Miguel Robles      | MEX México                   | 2:06.37 | QA   |
| 8    | 1       | 5    | William Harris     | USA Estados Unidos           | 2:07.74 | QA   |
| 9    | 2       | 2    | Luis Rojas         | VEN Venezuela                | 2:08.17 | QB   |
| 10   | 2       | 7    | Pedro Medel        | CUB Cuba                     | 2:10.46 | QB   |
| 11   | 1       | 2    | Branden Whitehurst | ISV Ilhas Virgens Americanas | 2:12.71 | QB   |
| 12   | 1       | 7    | Diguan Pigot       | SUR Suriname                 | 2:13.40 | QB   |
| 13   | 2       | 8    | Eladio Carrión     | PUR Porto Rico               | 2:13.57 | QB   |
| 14   | 1       | 1    | Joel Romeu         | URU Uruguai                  | 2:18.02 | QB   |
| 15   | 2       | 1    | Sebastián Jahnsen  | PER Peru                     | 2:26.70 | QB   |

### Final B
| Pos. | Raia | Nadador            | País                         | Tempo   | Obs. |
| ---- | ---- | ------------------ | ---------------------------- | ------- | ---- |
| 1    | 4    | Luis Rojas         | VEN Venezuela                | 2:09.22 |      |
| 2    | 5    | Branden Whitehurst | ISV Ilhas Virgens Americanas | 2:10.89 |      |
| 3    | 6    | Eladio Carrión     | PUR Porto Rico               | 2:11.14 |      |
| 4    | 3    | Diguan Pigot       | SUR Suriname                 | 2:15.11 |      |

### Final A
| Pos.              | Raia | Nadador            | País               | Tempo   | Obs. |
| ----------------- | ---- | ------------------ | ------------------ | ------- | ---- |
| Medalha de ouro   | 5    | Thiago Pereira     | BRA Brasil         | 1:58.07 |      |
| Medalha de prata  | 4    | Conor Dwyer        | USA Estados Unidos | 1:58.64 |      |
| Medalha de bronze | 3    | Henrique Rodrigues | BRA Brasil         | 2:03.41 |      |
| 4                 | 6    | Ezequiel Trujillo  | MEX México         | 2:04.36 |      |
| 5                 | 2    | Lyam Dias          | CAN Canadá         | 2:05.06 |      |
| 6                 | 7    | Esteban Enderica   | ECU Equador        | 2:05.10 |      |
| 7                 | 1    | Miguel Robles      | MEX México         | 2:06.89 |      |
| 8                 | 8    | William Harris     | USA Estados Unidos | 2:08.25 |      |

Legenda
| Recorde mundial                  | Recorde mundial (World record)               |                       | Recorde africano                      | Recorde africano (African) |                                           | Q | Classificado por posição (Qualified) |
| Recorde dos Jogos Pan-Americanos | Recorde pan-americano (Pan-American record)  | Recorde da América    | Recorde da América (Americas)         | q                          | Classificado por melhor tempo (Qualified) |   |                                      |
| Melhor marca do ano              | Melhor marca do ano (World leading)          | Recorde asiático      | Recorde asiático (Asian)              | DNS                        | Não largou (Did not start)                |   |                                      |
| Recorde nacional                 | Recorde nacional (National record)           | Recorde europeu       | Recorde europeu (European)            | DNF                        | Não terminou (Did not finish)             |   |                                      |
| Recorde pessoal                  | Recorde pessoal do atleta (Personal best)    | Recorde da Oceania    | Recorde da Oceania (Oceania)          | DSQ / DQ                   | Desclassificado (Disqualified)            |   |                                      |
| Recorde da temporada             | Recorde da temporada do atleta (Season best) | Recorde sul-americano | Recorde sul-americano (South America) | NM                         | Sem marca (No mark)                       |   |                                      |